# Qwen
Qwen (chiń. upr. 通义千问; chiń. trad. 通義千問; pinyin Tōngyì Qiānwèn; dosł. „aby zrozumieć znaczenie [i odpowiedzieć] na tysiące rodzajów pytań”) – rodzina dużych modeli językowych opracowanych przez Alibaba Cloud. W lipcu 2024 był uważany za jeden z najlepszych modeli na świecie i najlepszy model wytworzony w Chinach.

## Modele
Pierwsza wersja modelu Qwen została zaprezentowana w kwietniu 2023. Model został oparty na architekturze transformera. Model został upubliczniony we wrześniu 2023 po uzyskaniu zgody przez rząd chiński, a w grudniu modele Qwen 72B i 1.8B zostały opublikowane jako open source, wraz z ponad 100 innymi modelami.
W listopadzie 2024 został wydany model QwQ-32B-Preview, skupiający się na rozumowaniu podobnym do modelu o1 firmy OpenAI, wydany na licencji Apache 2.0. QwQ ma długość kontekstu tokenów wynoszącą 32 000.
28 kwietnia 2025 Alibaba wydała modele z serii Qwen 3, wszystkie wydane na licencji Apache 2.0.